# Реакция Вюрца
Реа́кция Вю́рца (си́нтез Вю́рца) — метод синтеза симметричных насыщенных углеводородов действием металлического натрия на галогеналканы (обычно бромиды или хлориды). В ходе реакции происходит увеличение углеводородной цепи (суммирование углеводородных радикалов и их объединение в один больший):
{\displaystyle {\ce {R-Br + Br-R ->[+{\ce {2 Na}}][-{\ce {2 NaBr}}] R-R}}}
Реакция Вюрца была открыта французским химиком Ш. А. Вюрцем в 1855 году. Впоследствии, немецкий химик-органик P. Фиттиг распространил реакцию Вюрца на область ароматических углеводородов (см. «Реакция Вюрца — Фиттига»)

## Современный подход к реакции Вюрца
Для преодоления множества побочных процессов было предложено использовать более селективные и современные методы. Основные разработки ведутся по применению не-натриевых металлов. Для проведения реакции Вюрца используют серебро, цинк, железо и пирофорный свинец. Последний реагент позволяет проводить реакцию в присутствии карбоксильной группы.

## Внутримолекулярная реакция Вюрца
В 1890-х годах венгерский и русский химики Фрейнд Михай и Г. Г. Густавсон предложили внутримолекулярный вариант. Так 1,3-дибромпропан с успехом может быть превращён в циклопропан действием цинка в присутствии иодида натрия, как активатора. По этому пути удалось получить бисспироциклопропан и бициклобутан. Позже было предложено генерировать промежуточные соединения Гриньяра, которые впоследствии при действии трифторацетата серебра ведут к внутримолекулярному кросс-сочетанию.
Данный метод неприменим для получения средних циклов.